# Biserica „Sfântul Nicolae” din Zăicani
Biserica „Sf. Nicolae” este o biserică amplasată în Zăicani, raionul Telenești, Republica Moldova. Este un monument arhitectural de importanță națională inclus în Registrul monumentelor Republicii Moldova ocrotite de stat cu nr. 1566 (raionul Telenești). Datează din 1822.